# Goldener Windbeutel
Der Goldene Windbeutel ist ein Negativpreis, der von dem gemeinnützigen Verein foodwatch verliehen wird. Er wurde erstmals im März 2009 vergeben und soll insbesondere auf den Unterschied zwischen beworbenen Qualitätsversprechen und den tatsächlichen Eigenschaften von Lebensmitteln hinweisen.

## Verfahren
Aus fünf nominierten Produkten können Verbraucher einmal im Jahr im Internet in einem vierwöchigen Abstimmungsverfahren auswählen, welches Produkt den Goldenen Windbeutel erhalten soll. Das Ergebnis wird anschließend auf der Homepage von Foodwatch bekannt gegeben. 2009 und 2010 wurden die fünf Produkte von einer Jury nominiert. In der Jury saßen 2009 die Fernsehköchin Sarah Wiener, Moderator Tobias Schlegl, Spiegel-Reporter Ullrich Fichtner, Autor Harald Dzubilla und Bloggerin Andrea Nienhaus. 2010 bestand die Jury aus Frank-Markus Barwasser, Astrid Frohloff, Andreas Hoppe, Ullrich Fichtner und Tobias Schlegl. Seit 2011 gibt es nur fünf Kandidaten und keine Auswahljury mehr.

## Preisträger und Nominierungen
| Jahr | Preisträger | Begründung | Weitere nominierte Produkte/Platzierungen | Wahlbeteiligung                 |
| ---- | --- | --- | --- | ------------------------------- |
| 2009 | Actimel von Danone | Danone gab an, ihr Trinkjoghurt würde das Immunsystem stärken. Foodwatch kritisierte, dass die Wirkung des Produktes nicht höher sei als bei herkömmlichem Joghurt, Actimel jedoch deutlich mehr Zucker enthalte und zusätzlich teurer verkauft würde. | 1. Biene Maja von Bauer 2. Pesto Verde von Bertolli 3. Frucht-Tiger von Eckes-Granini 4. Gourmet-Genießerkuchen von Bahlsen | über 35.000 Personen            |
| 2010 | Zott Monte Drink von Zott | Zott bewarb das Produkt als Zwischenmahlzeit für Kinder mit „wertvollem Traubenzucker“. Foodwatch kritisierte Zotts „unverantwortliche[n] Versuch, eine Zuckerbombe wie eine gesunde Zwischenmahlzeit zu bewerben“. | 1. Der Gelbe Zitrone-Physalis von Pfanner 2. Duett Champignon Creme-Suppe von Escoffier GmbH 3. Beo Heimat Apfel-Birne von Carlsberg 4. Bertolli Gegrilltes Gemüse von Unilever                                                   | rund 81.000 Personen            |
| 2011 | Milch-Schnitte von Ferrero | Ferrero bewarb das Produkt als „Schmeckt leicht. Belastet nicht. Ideal für zwischendurch“. Foodwatch kritisierte diese Aussage sowie die Bewerbung durch Spitzensportler vor dem Hintergrund des hohen Fett- und Zuckergehalts. | 1. Activia von Danone 2. nimm2 von der August Storck KG 3. Ferdi Fuchs Mini-Würstchen des zur heristo-Gruppe gehörenden Herstellers Stockmeyer 4. Schlemmertöpfchen Feine Gürkchen von der Carl Kühne KG                          | rund 117.000 Personen           |
| 2012 | Instant-Früchtetees ab dem 12. Monat von HiPP | Hipp bewarb die Tees für Säuglinge. Foodwatch kritisierte den hohen Zuckergehalt von ca. zweieinhalb Stückchen Würfelzucker pro Tasse. Dies widerspreche den Empfehlungen für Kinder in diesem Alter. | 1. Viva Vital Hackfleisch-Zubereitung von Netto 2. Becel pro.activ von Unilever 3. Clausthaler Classic von Radeberger 4. Landlust Mirabelle & Birne von Teekanne                                                                  | rund 130.000 Personen           |
| 2013 | Capri-Sonne von Wild/SiSi-Werke | Wild richtete sich mit seiner Marketingstrategie der Capri-Sonne-Trinkpäckchen über verschiedenste Kanäle explizit an Kinder. Foodwatch kritisierte die „aggressive Vermarktung“ vor dem Hintergrund des hohen Zuckergehalts des Getränks. | 1. Paula von Dr. Oetker 2. Kosmostars von Nestlé 3. Monster-Backe Knister von Ehrmann 4. Pom-Bär von Funny-frisch/Intersnack | rund 120.000 Personen           |
| 2014 | Alete Trinkmahlzeit ab 10. Monat von Nestlé | Nestlé bewarb die Trinkmahlzeiten als „vollwertig“ sowie „reich an Calcium & Vitamin D für gesundes Knochenwachstum“. Foodwatch kritisierte zum eine die Darstellung als gesundes Lebensmittel als auch das Anbieten von Trinkmahlzeiten für Säuglinge im Allgemeinen, was von Medizinern und Ernährungswissenschaftlern als sehr kritisch angesehen wird.                                         | 1. Knorr activ Hühnersuppe von Unilever 2. Glacéau Vitaminwater von Coca-Cola 3. Belvita Frühstückskeks von Mondelez 4. Unser Norden Bio Apfelsaft naturtrüb von Coop                                                             | über 158.000 abgegebene Stimmen |
| 2015 | Stellvertretend für Alete Baden-Württembergs Ministerpräsident Winfried Kretschmann (wegen der seit Anfang 2015 indirekt bestehenden Beteiligung des Landes am Unternehmen, womit das Land von ungesunder Babynahrung profitiere) | Stellvertretend für Alete Baden-Württembergs Ministerpräsident Winfried Kretschmann (wegen der seit Anfang 2015 indirekt bestehenden Beteiligung des Landes am Unternehmen, womit das Land von ungesunder Babynahrung profitiere) | Stellvertretend für Alete Baden-Württembergs Ministerpräsident Winfried Kretschmann (wegen der seit Anfang 2015 indirekt bestehenden Beteiligung des Landes am Unternehmen, womit das Land von ungesunder Babynahrung profitiere) | ohne öffentliche Abstimmung     |
| 2017 | Kinderkeks von Alete | Der Keks wurde explizit für Säuglinge ab dem achten Monat beworben. Foodwatch kritisierte den sehr hohen Zuckergehalt des Produktes, der unter anderem Karies fördere. Alete würde außerdem rechtliche Lücken dreist ausnutzen. | 1. Becel Omega-3 Pflanzenöl von Unilever 2. Lacroix Gebundene Ochsenschwanz Suppe von Continental Foods 3. Urlegenden Müsli „Quinoa, Apfel, Cranberries & Chia-Samen“ von Kellogg's 4. Protein-Drink Vanille von Bauer            | über 73.000 abgegebene Stimmen  |
| 2018 | Glacéau Smartwater von Coca-Cola | Coca-Cola versuchte durch ein besonders aufwendiges Verfahren der Wasserverarbeitung einen höheren Preis zu rechtfertigen. Foodwatch kritisierte, dass Smartwater „nicht besser als herkömmliches Mineralwasser“ sei und die Werbestrategie die Verbraucher in die Irre führe. Das angewandte Verfahren sei unsinnig.                                                                              | 1. Kids Tomato Ketchup von Heinz 2. Corny Milch Müsliriegel von Schwartauer Werke 3. Bratöl Olive von Dennree 4. Gut und Günstig Erbseneintopf von Edeka                                                                          | fast 70.000 abgegebene Stimmen  |
| 2019 | Bio Kinder-Tomatensauce von Zwergenwiese (Tochterfirma von Rapunzel Naturkost) | Die Sauce wurde explizit für Kinder beworben. Foodwatch kritisierte den hohen Zuckergehalt, der den der Sauce für Erwachsene um 140 % überstieg. | 1. Yakult Original von Yakult 2. Bio-Direktsaft Karotte von Hipp 3. Wasabi-Erdnüsse von Rewe 4. Corny Protein Lower Carb von Schwartauer Werke                                                                                    | fast 70.000 abgegebene Stimmen  |
| 2020 | Hochland: Grünländer-Käse | Beworben wurde der Käse mit den Bezeichnungen „Milch von Freilaufkühen“ und „grüne() Seele“. Foodwatch kritisierte, dass Verbrauchern so eine falsche Idylle und gute Haltungsformen vorgegaukelt würden, obwohl die Kühe sich lediglich innerhalb des Stalles frei bewegen durften. | 1. Danone Waters: Volvic Bio-Rooibos-Tee 2. Arla: Bio-Weidemilch (haltbar) 3. Zentis: Erdbeer-Fruchtaufstrich 50 % weniger Zucker 4. Mars: Be-Kind Protein-Riegel Erdnuss                                                         | 65.456 abgegebene Stimmen       |
| 2021 | Rewe: Wilhelm Brandenburg Hähnchen-Brustfilet | Das Hähnchen wurde als klimaneutral gekennzeichnet. Kritisiert wurde die Bewerbung von Fleisch als klimafreundlich im Allgemeinen, als auch das Kompensationsprojekt, mit dem die Emissionen ausgeglichen werden sollten. Laut Recherchen von Foodwatch erfülle dieses nicht die Anforderungen an Projekte dieser Art.                                                                             | 1. Danone Waters: Volvic Natürliches Mineralwasser 2. J. J. Darboven: Mövenpick Green Cap (Kaffeekapseln) 3. Katjes: Wunderland Sauer + Vitamine 4. Naturally Pam by Pamela Reif: Clean Protein Bar (Protein-Riegel)              | 63.488 abgegebene Stimmen       |
| 2023 | Intersnack: Pom-Bär Ofen-Minis | Das Unternehmen bewirbt die Chips mit der Angabe »50 Prozent weniger Fett«, verschweigt dabei aber den sechsfach höheren Zuckergehalt. | 1. Yfood: Milchdrink Smooth Vanilla 2. 3 Bears Food:3 Bears Porridge 3. Mondelez Philadelphia mit Ziegenkäse und Rosmarin: Frischkäsezubereitung 4. Mondelez: Tuc Bake Rolls                                                      |                                 |
| 2024 | Alete: Obsties Erdbeer Banane | Das speziell an Kinder gerichtete Produkt wird mit „ohne Zuckerzusatz“, „Bio“ und „bewusst“ beworben und suggeriert dadurch ein gesundes Produkt. Das Produkt hat allerdings einen Zuckergehalt von 71,8 %. | 1. Langnese: Cremissimo Bourbon-Vanille 2. Rügenwalder Mühle: Veganer Schinken Spicker Mortadella 3. Offset Nutrition: Pretty Little Meal Bar Naked Apple White + Crisp (Riegel) 4. The GB Foods: Heisse Tasse Champignon Creme   | über 55.000 abgegebene Stimmen  |
| 2025 | Mondelez: Milka-Alpenmilchschokolade | Mondelez hat die Verpackungsgrößen der Milka-Schokoladentafeln von 100 auf 90 Gramm verkleinert und kurz zuvor den Preis um 50 Cent von 1,49 EUR auf 1,99 EUR erhöht, was von foodwatch als „dreistes Beispiel von Shrinkflation“ und in der Überschrift als „Gierflation“ kritisiert wird. Das Unternehmen begründete dies mit den gestiegenen Kosten, u. a. für Kakao, Verpackung und Transport. | 1. Fish Tales: Räucherlachs 2. Schokoriegel Menstru Bar 3. Shirin David: DirTea 4. Brotaufstrich Rama | über 58.000 abgegebene Stimmen. |